# Il brutto anatroccolo (programma televisivo)
(Slogan del programma)
Il brutto anatroccolo è stato un programma televisivo italiano, andato in onda per tre edizioni in prima serata su Italia 1, dal 1998 al 2000 dal centro di produzione di Cologno Monzese. La trasmissione ha preso il nome dalla celebre e omonima fiaba.

## Il programma

### Il format
Ispirato al format inglese Change Your Life Forever, il programma mostrava i cambiamenti di persone comuni che chiedevano aiuto alla trasmissione per modificare il proprio aspetto e valorizzare i pregi grazie al lavoro di un'équipe di truccatori, parrucchieri e stilisti messa a disposizione dalla trasmissione. L'unica regola a cui venivano sottoposti i partecipanti era l'impossibilità di guardarsi ad uno specchio prima di entrare in studio, dove era posizionato un maxi specchio che, una volta rivolto verso la persona sottoposta alla trasformazione da "brutto anatroccolo" in "cigno", le rivelava la sua nuova identità, permettendo alla telecamera di cogliere la sorpresa nel soggetto interessato.
Spesso venivano proposte anche trasformazioni che hanno richiesto più tempo e che si sono svolte all'esterno della trasmissione, proponendo casi di persone reduci da dimagrimenti particolarmente riusciti o casi simili. Diversi "brutti anatroccoli" venivano poi scelti direttamente tra il pubblico in studio, spesso sotto segnalazione di parenti o amici stretti. Sigla della trasmissione era No tengo dinero dei Los Umbrellos.
Caratteristica fondamentale della trasmissione era il confronto "prima-dopo", che mostrava una foto del soggetto prima dell'intervento della trasmissione paragonata al risultato ottenuto.
Nel 2004, Italia 1 produsse una trasmissione che presentava diversi punti di contatto con Il brutto anatroccolo. Intitolata Bisturi! Nessuno è perfetto e condotta da Irene Pivetti con la partecipazione di Platinette, accoglieva le richieste di gente comune per migliorare il proprio aspetto fisico non più attraverso piccoli interventi di visagisti e parrucchieri, ma utilizzando interventi di chirurgia estetica e plastica.
Un'altra trasmissione analoga, che riprendeva parte della formula del programma e alcuni elementi come il momento dello specchio attraverso il quale il soggetto del cambiamento si vede per la prima volta e addirittura il medesimo jingle di entrata in studio del protagonista della storia, venne trasmessa su Canale 5 nel 2016 con la conduzione di Simona Ventura, con il titolo Selfie - Le cose cambiano.

### Edizioni
Ispirato al format inglese Change Your Life Forever, il programma esordì sugli schermi televisivi italiani il 10 giugno 1998 con una puntata pilota, condotta da Amanda Lear e Marco Balestri, in cui era ospite Ela Weber. L'esperimento ottenne un grosso riscontro da parte del pubblico, con oltre tre milioni e mezzo di spettatori e il 15% di share, che portò alla decisione da parte della rete di produrre il programma in serialità.
La prima edizione della trasmissione prese il via il successivo 13 ottobre, sempre con la conduzione della Lear e di Balestri, ogni martedì in prima serata su Italia 1 (poi passato al mercoledì).
Una seconda edizione venne programmata per l'autunno del 1999, senza particolari sconvolgimenti nella scrittura del programma, mentre la terza andò in onda nel 2000, sempre nel periodo autunnale.

### Successo e critiche
La trasmissione ottenne un ottimo riscontro di pubblico, sfiorando i quattro milioni di spettatori con oltre il 14% di share nella sua prima stagione. Diverse critiche giunsero tuttavia soprattutto dalla stampa, che accusava il programma di essere rivolto ad una platea di "sciampiste e coatti" e "vittime sciagurate della moda".
Un'altra occasione di scandalo si creò quando, durante la seconda puntata della prima edizione, venne mostrato a sorpresa il cambiamento di un ragazzino in donna; la trasmissione, che aveva preannunciato questa trasformazione attraverso un crowl che diceva "La prossima storia è consigliata a un pubblico adulto", fu contestata per aver trattato il tema della transessualità in prima serata.
Diverse critiche, in particolar modo da parte di Aldo Grasso, furono addebitate poi alla direzione di Italia 1 per la decisione di mandare in onda la settima puntata della terza edizione il 19 dicembre 2000, quattro giorni dopo la scomparsa del marito della conduttrice Amanda Lear, Alain Philippe Malagnac, provocata da un rogo nella sua villa di Aix-en-Provence. La trasmissione fu registrata prima dell'accaduto, come segnalato da una didascalia andata in onda a video che diceva "La registrazione è stata effettuata prima del 15 dicembre". Nei giorni successivi, Roberto Giovalli, l'allora direttore di Italia 1, replicò affermando che la decisione di mandare in onda la trasmissione fu presa dalla stessa conduttrice, che premette per mandare in onda la puntata come previsto per non arrecarle un dolore maggiore, insieme a Mediaset, più volte resasi disponibile ad annullare la messa in onda del programma.

### Cast ed elementi scenografici
La trasmissione fu condotta, per tutte e tre le sue edizioni, da Marco Balestri e Amanda Lear. Il nutrito cast di autori era composto dallo stesso Balestri, Chicco Sfondrini, Max Novaresi, Peppi Nocera, Fabrizio Gasparetto, Luca Zanforlin, Laura Minestroni e Francesca Riario Sforza. La regista era Tiziana Martinengo.
Nel 1999 fecero la loro comparsa nel cast i "Boys di Amanda", un gruppo di giovani e piacenti ragazzi che spesso facevano da spalla alla conduttrice. Si trattava di Rino Sardella, Manuel Casella, Lino Ceracini e Nico Napoletano. La regia era di Tiziana Martinengo. Le scenografie, curate da Mariano Mercuri, comprendevano un ingresso principale per i protagonisti delle trasformazioni posizionato sopra una scala sita centralmente rispetto al palco e uno alternativo, che serviva per introdurre ospiti a sorpresa o per portare dietro le quinte i protagonisti delle trasformazioni selezionati in studio, posizionato sul livello del palco e arricchito dalla singolare presenza di un tapis roulant.
In alcune delle edizioni era presente, come segmento finale della trasmissione (trasmesso quindi al di fuori della fascia protetta), il sexy anatroccolo, dove le partecipanti venivano truccate in modo sexy e/o fatte esibire abiti ammiccanti (magliette bagnate, spogliarelli a tema, ecc...). Tra le partecipanti a questa parte della trasmissione vi furono Morena Salvino (successivamente divenuta attrice e modella) e Francesca Leto (successivamente divenuta valletta televisiva e poi conduttrice radiofonica).

### Repliche
Il programma venne replicato su Italia 1 durante l'estate 2002 sempre in prima serata. In seguito, il programma venne replicato anche dal canale satellitare Happy Channel.
A partire dal marzo 2012 il programma tornò in replica ogni mattina (e il giovedì anche al pomeriggio) su Mediaset Extra. Sullo stesso canale, dal giugno 2017 venne riproposta la terza edizione in prima serata.